# 오카 사토미

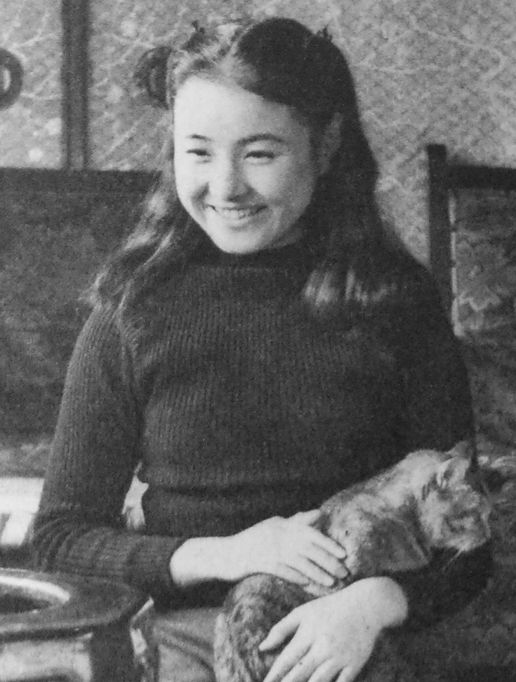

오카 사토미(Satomi Oka, 1935년 9월 15일 ~ )는 일본의 배우이다.
다카라즈카시에서 태어났다.

## 영화
- 부시도 (1963년)
- 아마쿠사 시로우 토키사다 (1962년)
- 미야모토 무사시 (1961년)
- 아코 로시 (1961년)
- 더 타운 히어로 (1958년)